# Flavy-le-Meldeux
Flavy-le-Meldeux település Franciaországban, Oise megyében. Lakosainak száma 225 fő (2022. január 1.). Flavy-le-Meldeux Golancourt, Guiscard, Le Plessis-Patte-d’Oie és Esmery-Hallon községekkel határos.

## Népesség
A település népességének változása:
| Lakosok száma | 224  | 215  | 210  | 213  | 214  | 217  | 220  | 222  | 225  |
|               | 2013 | 2015 | 2016 | 2017 | 2018 | 2019 | 2020 | 2021 | 2022 |